# Give It 2 Me
„Give It 2 Me” este al doilea single al Madonnei de pe albumul Hard Candy. A fost lansat pe 8 mai 2008 de Warner Bros. Records iar în videoclip apare și Pharrell, compozitorul american, care a co-sris și produs această melodie.
Single-ul este un succes și a debutat în topuri numai datorită vânzărilor digitale, la săptămâni înainte de lansarea oficială.

## Informații
Gi„ve It 2 Me” a primit critici pozitive. Melodia a debutat în United World Chart pe locul 39, cu săptămâni înainte de lansarea oficială. Motivul a fost popularitatea imensă remix-ului făcut de Paul Oakenfold, unul din cele mai downloadate melodii de pe ediția de lux Hard Candy.

## Videoclip
Videoclipul a fost filmat pe 3 aprilie 2008 în Londra și a fost regizat de către producătorul de modă Tom Munro. O înfățișsează pe Madonna cântând pe fundaluri diferite, în alb și negru, purtând vestimentațiile pe care le-a folosit în recenta ședință foto pentru revista Elle, valabilă și în România. De asemenea, cântă și pe o canapea, în timp ce Pharrell dansează și el pe fundalul alb.

## Topuri
| Top(2008)                            | Poziția maximă |
| ------------------------------------ | -------------- |
| Australia                            | 1              |
| Austria                              | 10             |
| Belgia (Flandra)                     | 3              |
| Belgia (Walonia)                     | 3              |
| Canada                               | 8              |
| Danemarca                            | 4              |
| Ecuador                              | 1              |
| Elveția                              | 4              |
| Finlanda                             | 2              |
| Franța                               | 5              |
| Germania                             | 8              |
| Grecia                               | 1              |
| Irlanda                              | 10             |
| Israel                               | 4              |
| Italia                               | 3              |
| Marea Britanie                       | 7              |
| Mexic                                | 10             |
| România                              | 1              |
| Rusia                                | 3              |
| Spania                               | 1              |
| S.U.A. Hot 100                       | 57             |
| S.U.A. Billboard Pop 100             | 41             |
| S.U.A. Billboard Hot Dance Club Play | 1              |
| Turcia                               | 1              |